# Philemon et Baucis
Philémon et Baucis é uma ópera em três atos de Charles Gounod com libretto de Jules Barbier e Michel Carré. A ópera é baseada na fábula de Baucis et Philemon contada por La Fontaine (derivada, por sua vez, das "Metamorfoses" de Ovídio, livro VIII). 
A peça foi composta para tirar proveito da moda das comédias mitológicas, que foi iniciada com "Orfeu no Inferno" de Offenbach, embora "Philémon et Baucis" tenha um apelo menos satírico e mais sentimental.
Criada originalmente como uma peça de três atos para o Festival Musical de Baden-Baden, estreou no Théâtre Lyrique, em Paris, em 18 de fevereiro de 1860, por causa da situação política em 1959. A nova versão adicionou um quadro ao segundo ato, com o coro descrevendo a destruição da vizinhança ímpia por Júpiter (pelo fogo e não pela água).

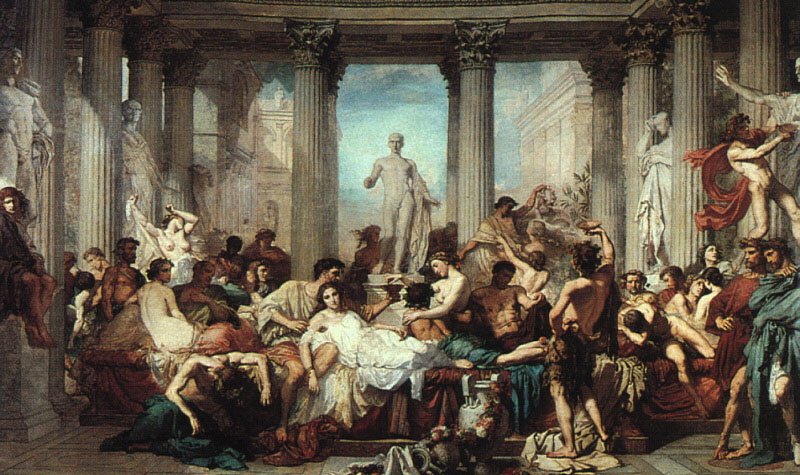
Romans of the Decadence de Thomas Couture (Louvre), que inspirou o quadro adicionado ao segundo ato.

## Papéis
| Papel     | Tipo de Voz | Primeiro Elenco, 18 de fevereiro de 1860 (Regente: Adolphe Deloffre) |
| --------- | ----------- | -------------------------------------------------------------------- |
| Philémon  | tenor       | Froment                                                              |
| Baucis    | soprano     | Marie Caroline Miolan-Carvalho                                       |
| Júpiter   | baixo       | Charles Amable Battaille                                             |
| Vulcan    | baixo       | Mathieu Emile Balanqué                                               |
| Bacchante | soprano     | Marie Sax                                                            |